# Marcelo Gallardo
Marcelo Daniel Gallardo (ur. 18 stycznia 1976 w Merlo, Buenos Aires), argentyński piłkarz grający jako pomocnik, później trener piłkarski.
Obecnie jest trenerem River Plate.
Z powodu młodzieńczych rysów twarzy w trakcie kariery nazywany był el Muñeco, czyli laleczka.

## Kariera piłkarska
Argentyńczyk jest wychowankiem River Plate, w którego zespole zadebiutował już jako siedemnastolatek, w spotkaniu przeciwko Newell’s Old Boys (2-0). W trakcie siedmiu lat gry dla Los Millonarios wywalczył z klubem szereg tytułów mistrza kraju oraz najbardziej prestiżowe Copa Libertadores w 1996 roku.
W 1999, za kwotę 10 milionów dolarów, został piłkarzem występującego w lidze francuskiej AS Monaco, z którym już w swoim pierwszym sezonie zdobył tytułu mistrza Francji. Piłkarz miał w tym sukcesie spory udział, czego dowodem było przyznanie mu nagrody najlepszego piłkarza ligi. Po objęciu stanowiska trenera przez Didiera Deschampsa, Argentyńczyk stracił miejsce w podstawowym składzie, co doprowadziło do jego powrotu do River w 2003 roku. Drugi pobyt w macierzystym klubie, okazał się znacznie słabszy, klub nie zdobyli wówczas żadnego tytułu.
Niespodziewanie w 2007 roku, piłkarz wrócił do Francji i podpisał kontakt z zespołem Paris Saint-Germain. Pobyt w PSG trwał jedynie rok, w którym udało mu się zdobyć z Paryżanami trofeum – Coupe de la Ligue. W trakcie sezonu 2007/2008 roku Argentyńczyk postanowił odejść z zespołu i podpisał kontrakt z klubem Major League Soccer – DC United. W amerykańskim zespole rozegrał jedynie piętnaście spotkań i po okresie pół roku po raz kolejny został piłkarzem River Plate.
Karierę piłkarską zakończył jako piłkarz urugwajskiego Nacionalu Montevideo w 2011 roku.

## Kariera reprezentacyjna
W reprezentacji Argentyny debiutował jako nastolatek w 1994 roku, w meczu przeciwko Chile.
Wraz z reprezentacją U-23, zdobył srebrny medal Igrzyskach Olimpijskiej w Atlanty.
Był częścią kadry Albicelestes na Pucharze Konfederacji 1995, dwóch turniejach o Copa America (1995, 1997) oraz na dwóch mundialach (1998, 2002).
Łącznie rozegrał w reprezentacyjnej koszulce 44 spotkania i zdobywając 14 bramek.

## Kariera trenerska
Kilka dni po zakończeniu kariery został ogłoszony nowym trenerem urugwajskiego Nacionalu Montevideo. Już w swoim pierwszym sezonie pracy, zdobył z klubem mistrzostwo Urugwaju, co przełożyło się na decyzje włodarzy River Plate, o zatrudnieniu go na stanowisku trenera zespołu w czerwcu 2014 roku. Od tego czasu zdobył z macierzystym klubem szereg tytułów wymieniając dwa tytuły Copa Libertadores.
Jego sukcesy zostały dostrzeżone przez ekspertów przez co uzyskał nominację do nagrody najlepszego dla trenera FIFA oraz dwa razy został nagrodzony tytułem najlepszego trenera w Ameryce Południowej.

## Sukcesy

### Piłkarskie

#### River Plate
- Primera División: 1993 Apertura, 1994 Apertura, 1996 Apertura, 1997 Apertura, 1997 Clausura, 2004 Clausura
- Copa Libertadores: 1996
- Supercopa Sudamericana: 1997

#### Monaco
- Ligue 1: 1999–2000
- Trophée des Champions: 2000
- Coupe de la Ligue: 2003

#### Paris Saint-Germain
- Coupe de la Ligue: 2008

#### D.C. United
- U.S. Open Cup: 2008

#### Nacional
- Primera División: 2010–11

#### Argentyna
- Srebrny medal Igrzysk Olimpijskich: 1996
- Igrzyska Pan Amerykańskie: 1995 Mar del Plata

### Trenerskie

#### Nacional
- Mistrzostwo Urugwaju: 2011/12

#### River Plate
- Mistrzostwo Argentyny: 2021
- Puchar Argentyny: 2015/16, 2016/17, 2018/19
- Superpuchar Argentyny: 2017, 2019
- Trofeo de Campeones de la Liga Profesional: 2021
- Copa Libertadores: 2015, 2018
- Copa Sudamericana: 2014
- Recopa Sudamericana: 2015, 2016, 2019
- Copa Suruga Bank: 2015

### Indywidualne
- Piłkarz roku Division 1: 2000
- Trener roku Ameryki Południowej: 2018, 2019